# Wilson Butte Cave

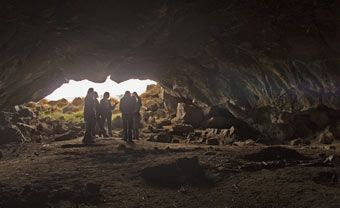
La cueva del otero de Wilson

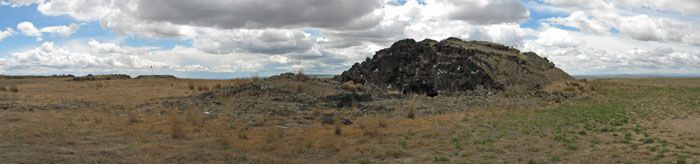
El otero de lava de Wilson sobre la llanura del Snake

Wilson Butte Cave (cueva del otero de Wilson) es un yacimiento arqueológico, localizado en el valle del río Snake, en el condado de Jerome, Idaho, al noreste de Twin Falls y al sureste de Shoshone.
El otero, un cerro aislado con apariencia de burbuja redondeada, que surge a partir de una amplia cama plana de antigua lava basáltica. La cueva volcánica es un tubo de lava levantado dentro de la burbuja. Se ha encontrado evidencia de que pueblos nativos vivieron esta cueva del cerro de Wilson, desde hace más de 10.000 años. Los artefactos encontrados en la cueva proporcionan la evidencia más antigua de presencia humana en la llanura del río Snake y entre las más antiguas en América del Norte.
Los arqueólogos están seguros de que la cueva era utilizada como punto de partida para cazar bisontes. Se han encontrado conexiones entre la cultura de Fremont y el pueblo Shoshón, que se desarrolló después de los pueblos Fremont. La vegetación en la región era muy similar a la de tiempos modernos, pero camellos y perezosos terrestres gigantes una vez habitaron la región. El sitio fue hallado por los equipos dirigidos por Ruth Gruhn, en 1958. Las principales excavaciones de la cueva se realizaron en 1959-1960 y  en 1988-1989. Según Gruhn la primera ocupación del sitio data de hace 14.000 a 15.000 años.
Dentro de la lava de la cueva fue encontrado un hueso de camello con marcas de herramientas, lo que indica que fue trabajado por humanos. La datación por radiocarbono de este hueso registró más de 15.000 años AP.